# Klementina Akvitánská
Klementina Akvitánská (1060? – 4. ledna 1142) byla dcerou akvitánského vévody Petra Vilém VII. a jeho manželky Ermesindy.
Poprvé se provdala kolem roku 1075 za lucemburského hraběte Konráda I. Lucemburského, s nímž měla několik dětíː
- Jindřich III. Lucemburský
- Konrád Lucemburský
- Matylda Lucemburská
- Rudolf Lucemburský
- Ermesinda Lucemburská
- Vilém Lucemburský

Ovdovělá Klementina se znovu provdala za hraběte z Wassenbergu a Guelders, Gerarda I. S ním měla dvě dětiː
- Jolanda z Wassenbergu, manželka Balduina III. Henegavského
- hrabě Gerard II. z Guelders